# Giuseppe Sapeto

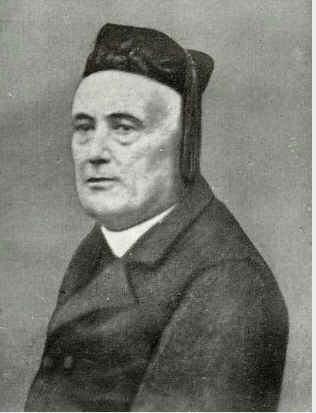
Giuseppe Sapeto (um 1870)

Giuseppe Sapeto (* 27. April 1811 in Carcare, damals Französisches Kaiserreich; † 25. August 1895 in Genua, Königreich Italien) war ein italienischer Missionar aus dem Lazaristenorden und italienischer Agent in Assab.

## Leben
Im Alter von achtzehn Jahren trat er in den Orden der Lazaristen ein. Als Missionar reiste er 1837 in den Libanon und nach Ägypten, ehe er nach Äthiopien reiste. Dort verbrachte er die nächsten zehn Jahre und reiste in das Landesinnere. Er schloss sich einer italienischen Mission an, wurde ernsthaft krank und kehrte nach Italien zurück. Nach seiner Genesung kehrte er nach Afrika zurück. Er studierte während dreier Reisen die kuschitische Sprache. Im Jahr 1858 kehrte er nach Europa zurück. Er war Übersetzer für Agaw Negussé, der sich gegen den äthiopischen Herrscher Theodor II. auflehnte. Dabei kam es zu Begegnungen mit dem Papst und Napoleon III. Nach der Rückkehr des Rebellen wurde dieser in Äthiopien besiegt und getötet. Sapeto wurde gefangen genommen, später aber wieder freigelassen. Er ging nach Paris und wurde Kurator für orientalische Manuskripte an der Nationalbibliothek in Paris. Er lehrte auch Arabisch an den Universitäten in Florenz und Genua.
Nach sorgfältiger Erkundung des Gebietes um Massaua an der Küste des Roten Meeres gegenüber dem Jemen hatte er sich 1869 auf Rechnung der Schifffahrtsgesellschaft Rubattino eine Konzession in der Bucht von Assab übertragen lassen. Im März 1882 trat diese Gesellschaft alle ihre Rechte an die italienische Regierung ab. Die Übertragung wurde vom römischen Parlament am 5. Juli desselben Jahres ratifiziert. Dieses Ereignis, das damals völlig unbemerkt blieb, kennzeichnete eine vollkommene Wendung in der Geschichte der Halbinsel. Die italienische Expansionspolitik in Afrika nahm ihren Anfang.